# Puerto Triunfo
Puerto Triunfo é uma cidade e município da Colômbia, no departamento de Antioquia. Dista 218 quilômetros da cidade de Medellín, a capital do departamento, e possui uma extensão de 361 quilômetros quadrados.
Perto desta cidade situa-se a Hacienda Napoles, que pertenceu a Pablo Escobar.